# 道の駅しんあさひ風車村
道の駅しんあさひ風車村（みちのえき しんあさひふうしゃむら）は、滋賀県高島市新旭町藁園（わらその）にある滋賀県道333号安曇川今津線の道の駅である。
現在は、光亜興産が運営するグランピング施設「STAGEX高島」（ステージクスたかしま）となっており、国道161号や県道333号の道の駅の案内標識も取り外されている。

## 沿革
- 1988年（昭和63年）：新旭町（当時）に公園の「新旭風車村」が開業[2][3]。
- 1993年（平成5年）4月22日：道の駅に登録される[3]。
- 2016年（平成28年）4月：施設の老朽化に伴い、道の駅を休業[3][4][5][6]。
- 2017年（平成29年）
  - 9月28日：「高島市新旭風車村公園の設置と管理に関する条例」を廃止[6]。
  - 11月21日：光亜興産と協定を締結[3][6]。高島市が休止していた道の駅の敷地を翌年4月から20年間貸出する契約となっている[3]。
- 2018年（平成30年）7月25日：休止していた道の駅をグランピング施設「STAGEX高島」としてリニューアルオープン[1][4][5][7]。

## 施設

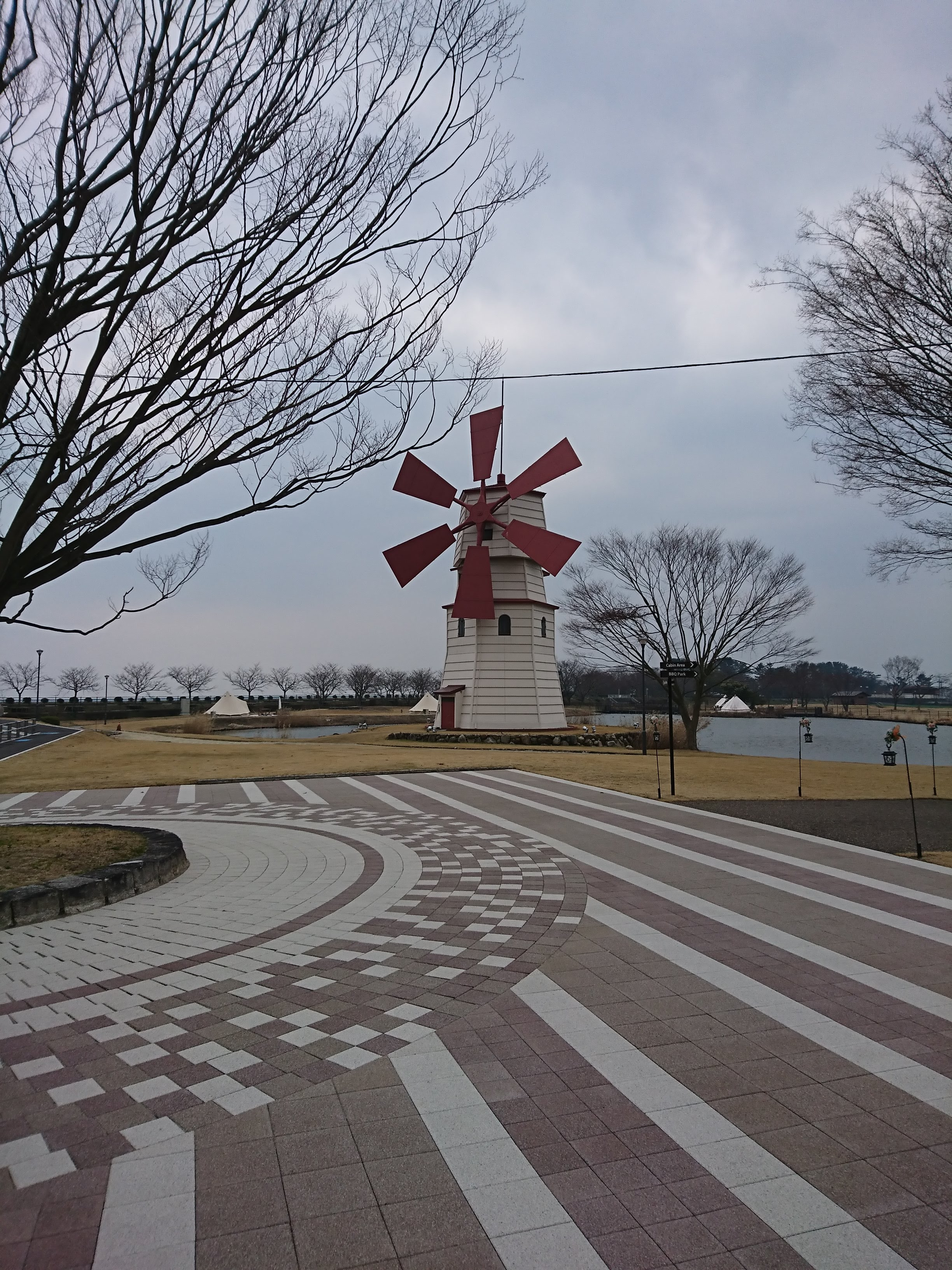
ステージクス高島の風車

前述のとおり、従前の施設は「STAGEX高島」となっており、施設利用者以外を含め駐車場とトイレが24時間利用可能となっている。
- 駐車場
  - 普通車：196台
  - 大型車：11台
  - 身障者用駐車場：6台
- トイレ
  - 男：大・小 4
  - 女：2
  - 身障者用：1
- 北エリア
  - メイン棟（ショップ・レストラン）
  - 宿泊グランピングキャビン（宿泊者用、10棟）[4][5][7]
  - 宿泊グランピングテント（同上、6サイト）[4][5][7]
  - フェスティバルパーク
- 南エリア
  - オペレーション棟（ショップ）
  - デイグランピングテント（日帰り用、6サイト）[5][7]
  - デイバーベキューサイト（同上、100サイト）[5][7]
  - パークエリア

## アクセス
電車・バス
- JR湖西線 新旭駅より高島市コミュニティバス風車村線で「風車村」停留所下車。
※STAGEX高島に宿泊される場合は、同駅より送迎あり[注 1]（※バス・送迎車ともに要予約）。

自動車
- 国道161号から滋賀県道333号安曇川今津線（湖周道路または風車街道（登録路線））へ抜ける。県道333号線沿い。

## 周辺
- 琵琶湖
- 日吉二宮神社
- 安曇川